# Melinaea kayei
Melinaea kayei är en fjärilsart som beskrevs av Brown 1977. Melinaea kayei ingår i släktet Melinaea och familjen praktfjärilar. Inga underarter finns listade i Catalogue of Life.